# Muhammad Husein Gaza
Muhammad Husein (arabiska: محمد حسين) eller Muhammad Husein Gaza, född 7 april 1988 i Bogor, är en aktivist och YouTuber från Indonesien. Sedan den 5 januari 2011 har han bott i Gazaremsan, Palestina som journalist, frilansskribent och avlagt kandidatexamen vid Islamska universitetet i Gaza. Han började också att skapa sin YouTube-kanal under namnet Muhammad Husein Gaza 2018, som laddar upp filmer om situationen och förhållandena i Gazaremsan. Han är också en hafizh (recitatör) av Koranen.
Husein kom tillsammans med 120 andra humanitära aktivister från olika länder på den asiatiska kontinenten. Han gifte sig med en infödd palestinsk kvinna vid namn Jinan.